# Janne Lahtela
Janne Lahtela (* 28. Februar 1974 in Kemijärvi, Lappland) ist ein ehemaliger finnischer Freestyle-Skier. Er war auf die Buckelpisten-Disziplinen Moguls und Dual Moguls spezialisiert. In der Disziplin Moguls wurde er 1999 Weltmeister sowie 2002 Olympiasieger. Daneben gewann er einmal den Freestyle-Gesamtweltcup sowie fünf Disziplinenwertungen und 22 Einzelwettkämpfe. Damit gehört er auf der Buckelpiste zu den erfolgreichsten Athleten aller Zeiten.

## Biografie

### Sportliche Laufbahn
Janne Lahtela stammt aus Kemijärvi und ist Mitglied im Avalanche Ski Club. Laut eigenen Angaben verspürte er als Kind einen starken Bewegungsdrang und vermutete darin später eine nicht diagnostizierte ADHS-Störung.
Lahtela nahm im März 1987 in der Nähe seines Heimatortes erstmals an den International Youth Championships teil und belegte im Moguls Rang elf, drei Jahre später gewann er den Wettbewerb am Pyhätunturi im Alter von 16 Jahren. Am 6. Dezember 1990 gab er in Tignes sein Debüt im Freestyle-Skiing-Weltcup. Mit drei Top-10-Ergebnissen qualifizierte er sich für die Olympischen Spiele 1992 in Albertville, wo er noch vor seinem 18. Geburtstag Rang 18 belegte. Bei seinen ersten Weltmeisterschaften in Altenmarkt klassierte er sich auf dem elften Platz, bei den Olympischen Spielen in Lillehammer wurde er Neunter. Aufgrund einer schweren Knieverletzung verpasste er einen Großteil der Saison 1994/95 sowie die gesamte Saison 1995/96.
Mit zwei Top-10-Platzierungen in der neuen Paralleldisziplin Dual Moguls gelang ihm die Qualifikation für die Weltmeisterschaften in Nagano. Seine Resultate blieben weiter unauffällig, aber er konnte sich auch für die Olympischen Spiele 1998 qualifizieren, wo er überraschend hinter Jonny Moseley die Silbermedaille gewann und ein starkes finnisches Team anführte. Von da an verbesserten sich seine Leistungen zunehmend und er konnte im Januar 1999 in Blackcomb 24-jährig seinen ersten Weltcup-Sieg feiern. Mit zwei weiteren Siegen gewann er am Ende der Saison erstmals die Moguls-Disziplinenwertung. Zudem krönte er sich in Hasliberg zum Moguls-Weltmeister und Dual-Moguls-Vizeweltmeister.
In seiner stärksten Saison 1999/00 sicherte er sich mit sieben Siegen sowohl den Gewinn des Freestyle-Gesamtweltcups als auch beider Disziplinenwertungen. In den kommenden Wintern hatte er wieder mit Knieproblemen zu kämpfen und musste sich 2001 einer Operation unterziehen. Nach Rekonvaleszenz feierte er im Februar 2002 bei den Olympischen Spielen im Deer Valley seinen größten Karriereerfolg, indem er sich zum Olympiasieger kürte. Danach gewann er noch je einmal die Weltcup-Disziplinenwertungen in Dual Moguls (2002/03) und Moguls (2003/04). Bei einem schweren Sturz in Kanada zog er sich 2005 eine Rückenblessur samt Hämatom zu, setzte seine Laufbahn aber im Hinblick auf die Heimweltmeisterschaften in Ruka und die Olympischen Spiele 2006 in Turin fort. Dort galt er erneut als aussichtsreicher Medaillenkandidat, musste sich letztlich aber mit Rang 16 begnügen.
Im März 2006 beendete er seine Laufbahn nach insgesamt 15 Wintern im Weltcup.

### Weitere Karriere
Im Anschluss an seine aktive Karriere übernahm Janne Lahtela noch 2006 den Posten als Cheftrainer des japanischen Nationalteams. Er kam zu dieser Entscheidung, da er bereits während seiner aktiven Zeit mit japanischen Sponsoren zusammengearbeitet hatte. Bis 2014 betreute er erfolgreiche Athleten wie Nobuyuki Nishi, Aiko Uemura und Miki Itō sowie den späteren Doppelweltmeister Ikuma Horishima. Im März 2011 musste er in Folge der Nuklearkatastrophe von Fukushima seinen nur 60 km entfernten Wohnsitz nach Hakuba verlegen. Nach Beendigung seiner Trainertätigkeit in Japan nahm sich Lahtela eine Auszeit vom Skisport. Während er sich im Training für die Senioren-WM im Gewichtheben befand, erlitt er bei einem Motocross-Unfall im Sommer 2014 eine Wirbelsäulenverletzung. Im Frühjahr 2015 heuerte er als Cheftrainer der finnischen Nationalmannschaft an.
Lahtela gilt als schwieriger Charakter, was er etwa im unfreundlichen Umgang mit japanischen Journalisten unter Beweis stellte. Er lebt mit seinem Hund in Katajanokka, einem Stadtteil von Helsinki.

## Erfolge

### Olympische Spiele
- Albertville 1992: 18. Moguls
- Lillehammer 1994: 9. Moguls
- Nagano 1998: 2. Moguls
- Salt Lake City 2002: 1. Moguls
- Turin 2006: 16. Moguls

### Weltmeisterschaften
- Altenmarkt-Zauchensee 1993: 11. Moguls
- Nagano 1997: 22. Moguls
- Meiringen-Hasliberg 1999: 1. Moguls, 2. Dual Moguls
- Whistler 2001: 5. Dual Moguls, 15. Moguls
- Deer Valley 2003: 4. Dual Moguls, 9. Moguls
- Ruka 2005: 8. Moguls

### Weltcupwertungen
| Saison  | Gesamt                              | Gesamt                              | Moguls                              | Moguls                              | Dual Moguls                         | Dual Moguls                         |
| Saison  | Platz                               | Punkte                              | Platz                               | Punkte                              | Platz                               | Punkte                              |
| ------- | ----------------------------------- | ----------------------------------- | ----------------------------------- | ----------------------------------- | ----------------------------------- | ----------------------------------- |
| 1991/92 | 48.                                 | 12                                  | 15.                                 | 92                                  | –                                   | –                                   |
| 1992/93 | 59.                                 | 41                                  | 20.                                 | 368                                 | –                                   | –                                   |
| 1993/94 | 80.                                 | 18                                  | 33.                                 | 144                                 | –                                   | –                                   |
| 1994/95 | 106.                                | 6                                   | 42.                                 | 44                                  | –                                   | –                                   |
| 1995/96 | verletzungsbedingt keine Ergebnisse | verletzungsbedingt keine Ergebnisse | verletzungsbedingt keine Ergebnisse | verletzungsbedingt keine Ergebnisse | verletzungsbedingt keine Ergebnisse | verletzungsbedingt keine Ergebnisse |
| 1996/97 | 72.                                 | 29                                  | 27.                                 | 116                                 | 12.                                 | 204                                 |
| 1997/98 | 50.                                 | 44                                  | 16.                                 | 220                                 | 19.                                 | 84                                  |
| 1998/99 | 3.                                  | 94                                  | 1.                                  | 376                                 | 3.                                  | 232                                 |
| 1999/00 | 1.                                  | 100                                 | 1.                                  | 500                                 | 1.                                  | 368                                 |
| 2000/01 | 4.                                  | 90                                  | 2.                                  | 448                                 | –                                   | –                                   |
| 2001/02 | 10.                                 | 81                                  | 4.                                  | 488                                 | 6.                                  | 136                                 |
| 2002/03 | 20.                                 | 69                                  | 9.                                  | 484                                 | 1.                                  | 284                                 |
| 2003/04 | 4.                                  | 64                                  | 1.                                  | 891                                 | –                                   | –                                   |
| 2004/05 | 29.                                 | 26                                  | 8.                                  | 289                                 | –                                   | –                                   |
| 2005/06 | 47.                                 | 18                                  | 16.                                 | 201                                 | –                                   | –                                   |

### Weltcupsiege
Lahtela errang im Weltcup 42 Podestplätze, davon 22 Siege:
| Datum             | Ort                  | Land        | Disziplin   |
| ----------------- | -------------------- | ----------- | ----------- |
| 30. Januar 1999   | Blackcomb            | Kanada      | Moguls      |
| 17. Februar 1999  | Inawashiro           | Japan       | Moguls      |
| 20. Februar 1999  | Madarao              | Japan       | Moguls      |
| 5. Dezember 1999  | Blackcomb            | Kanada      | Dual Moguls |
| 8. Januar 2000    | Deer Valley          | USA         | Moguls      |
| 15. Januar 2000   | Mont-Tremblant       | Kanada      | Moguls      |
| 22. Januar 2000   | Heavenly             | USA         | Moguls      |
| 5. Februar 2000   | Iwashiro             | Japan       | Moguls      |
| 15. März 2000     | Livigno              | Italien     | Moguls      |
| 16. März 2000     | Livigno              | Italien     | Dual Moguls |
| 14. Dezember 2000 | Tignes               | Frankreich  | Moguls      |
| 12. Januar 2001   | Mont-Tremblant       | Kanada      | Moguls      |
| 3. Februar 2001   | Iwashiro             | Japan       | Moguls      |
| 6. Januar 2002    | Oberstdorf           | Deutschland | Moguls      |
| 25. Januar 2003   | Fernie               | Kanada      | Dual Moguls |
| 1. März 2003      | Voss                 | Norwegen    | Moguls      |
| 6. Dezember 2003  | Ruka                 | Finnland    | Moguls      |
| 19. Dezember 2003 | Madonna di Campiglio | Italien     | Moguls      |
| 17. Januar 2004   | Lake Placid          | USA         | Moguls      |
| 31. Januar 2004   | Deer Valley          | USA         | Dual Moguls |
| 14. März 2004     | Sauze d’Oulx         | Italien     | Moguls      |
| 16. Dezember 2004 | Tignes               | Frankreich  | Moguls      |

### Weitere Erfolge
- 5 finnische Meistertitel (Moguls 1992, 1994, 1997 und 2000, Dual Moguls 2000)
- 2 Titel bei den International Youth Championships (Moguls 1990 und 1994)
- 1 Sieg in einem FIS-Rennen

## Auszeichnungen
- 1999 und 2000: International Freestyle Skier of the Year (Ski Racing Magazine)[4]
- 2016: Aufnahme in die Hall of Fame of Finnish Sports
- 2017: Orden des Löwen von Finnland – Ritter I. Klasse[3]